# Kaštanovník
Kaštanovník (Castanea) je rod rostlin z čeledi bukovité. Jsou to opadavé stromy nebo řidčeji keře s jednoduchými střídavými listy. Květy jsou nenápadné, jednopohlavné, uspořádané v klasovitých květenstvích. Plodem je oříšek, plody jsou ukryté v ostnité číšce. Rod zahrnuje asi 10 druhů. Je rozšířen v Asii, Severní Americe a Středomoří. Jediným evropským zástupcem je kaštanovník setý, občas pěstovaný i v teplejších oblastech České republiky.
Kaštany kaštanovníku jedlého a některých dalších druhů slouží jako potrava a pochutina. Některé druhy jsou těženy pro dřevo, jsou zdrojem tříslovin. Byly vypěstovány též různé okrasné kultivary a kříženci.

## Popis
Kaštanovníky jsou opadavé stromy nebo keře s jednoduchými střídavými listy. Koncové zimní pupeny jsou vejcovité, postranní (zdánlivě vrcholové), kryté střechovitými šupinami, které jsou zpravidla zakryté 2 velkými vnějšími šupinami. Listy jsou tenké nebo kožovité. Žilnatina je zpeřená, se souběžnými, nevětvenými postranními žilkami, které končí v ostrých zubech na okraji čepele a někdy vybíhají v podobě štětiny. Palisty jsou zřetelné u nejmladších listů a brzy opadávají. Květenství jsou buď jen samčí nebo oboupohlavná.
Samčí květy tvoří vzpřímené, úžlabní, tuhé nebo ohebné klasy (jehnědy). V rámci květenství jsou uspořádané po 1 až 3 ve svazečcích podepřených číškou a obsahují 10 až 12 (řidčeji i více) tyčinek a chlupaté zbytky zakrnělého semeníku. Samičí květy vyrůstají většinou na bázi samčího květenství nebo zcela výjimečně tvoří vlastní květenství. Jsou ve skupinách zpravidla po 3, podepřených symetrickou číškou. Semeník obsahuje 6 až 9 komůrek a nese odpovídající počet čnělek zakončených drobounkými bliznami.
Plodem je oříšek. Plody jsou okrouhlé nebo zploštělé, uzavřené po 1 až 3 do ostnité číšky, která za zralosti puká 2 až 4 švy. Dozrávají 1. rokem.

## Rozšíření
Rod kaštanovník zahrnuje asi 8 až 12 druhů (počet druhů závisí na taxonomickém pojetí). Je rozšířen ve Středomoří, Asii a Severní Americe. Jediným původním evropským druhem je kaštanovník setý, rostoucí ve Středomoří.
V některých jihoevropských zemích (Itálie, Španělsko, Portugalsko) roste zplaněle japonský druh Castanea crenata.

## Ekologické interakce
Kaštanovníky jsou na rozdíl od většiny ostatních zástupců čeledi bukovité opylovány zejména hmyzem. Jejich drobné a nenápadné květy navštěvují včely i jiný hmyz a sbírají pyl a nektar. Pylová zrna jsou zprvu lepkavá, později osychají a jsou pak již šířena i větrem.

## Nemoci a škůdci
Kaštanovníky jsou napadány houbou Cryphonectria parasitica, způsobující chorobu zvanou korová nekróza kaštanovníku. Choroba se projevuje prosycháním koruny a větví, které je způsobeno přerušením toku vody a živin kambiem. Tato choroba po roce 1930 zdecimovala domácí populace kaštanovníku zubatého v Severní Americe. Nezasažené zůstávají jen některé izolované, vesměs nepůvodní populace. Ve snaze zabránit této katastrofě byli vysazováni odolnější kříženci s některými jinými druhy kaštanovníku, kteří jsou často vzhledově velice podobní čistému druhu. Dalším významným škůdcem je žlabatka Dryocosmus kuriphilus

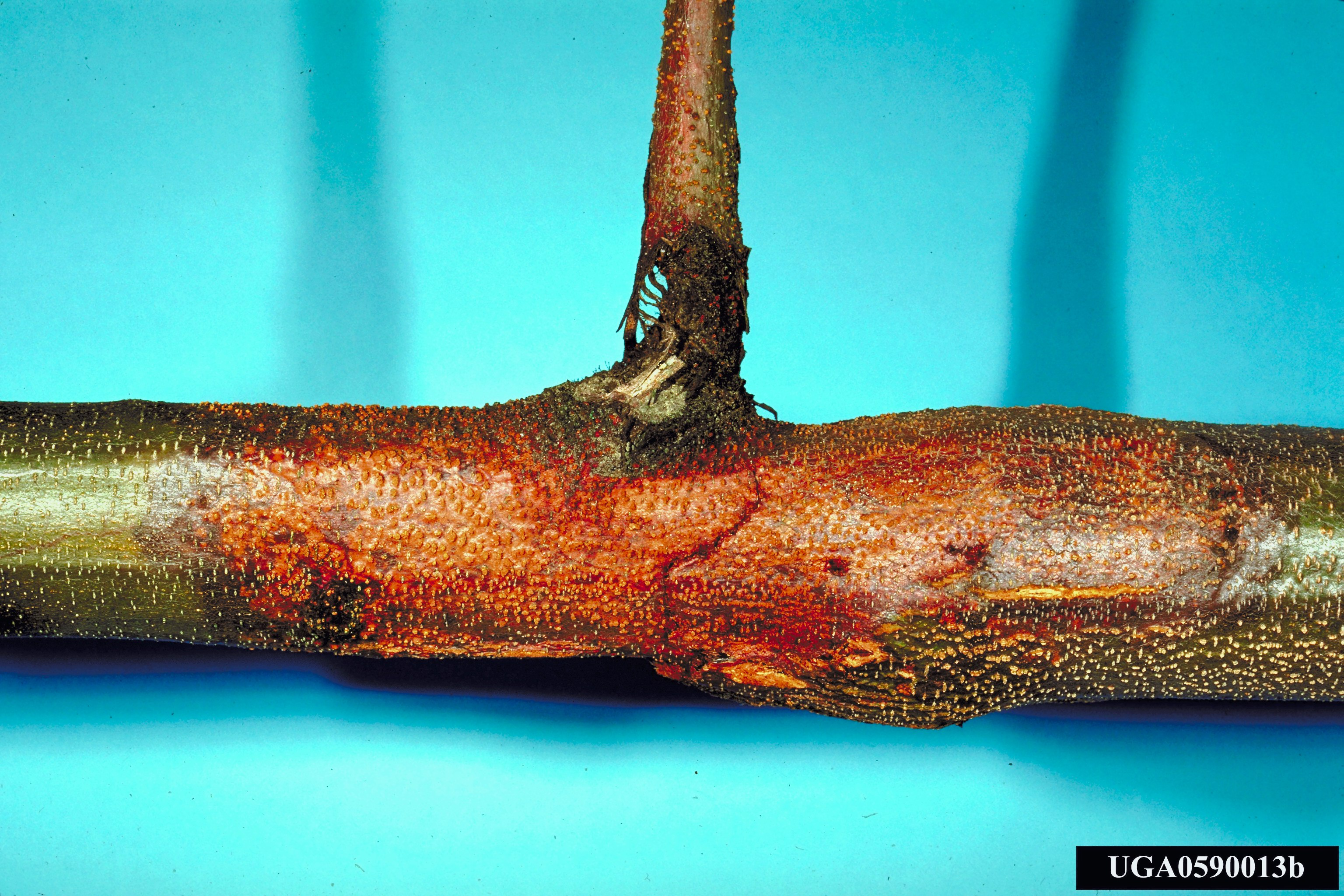
Větévka kaštanovníku napadená houbou
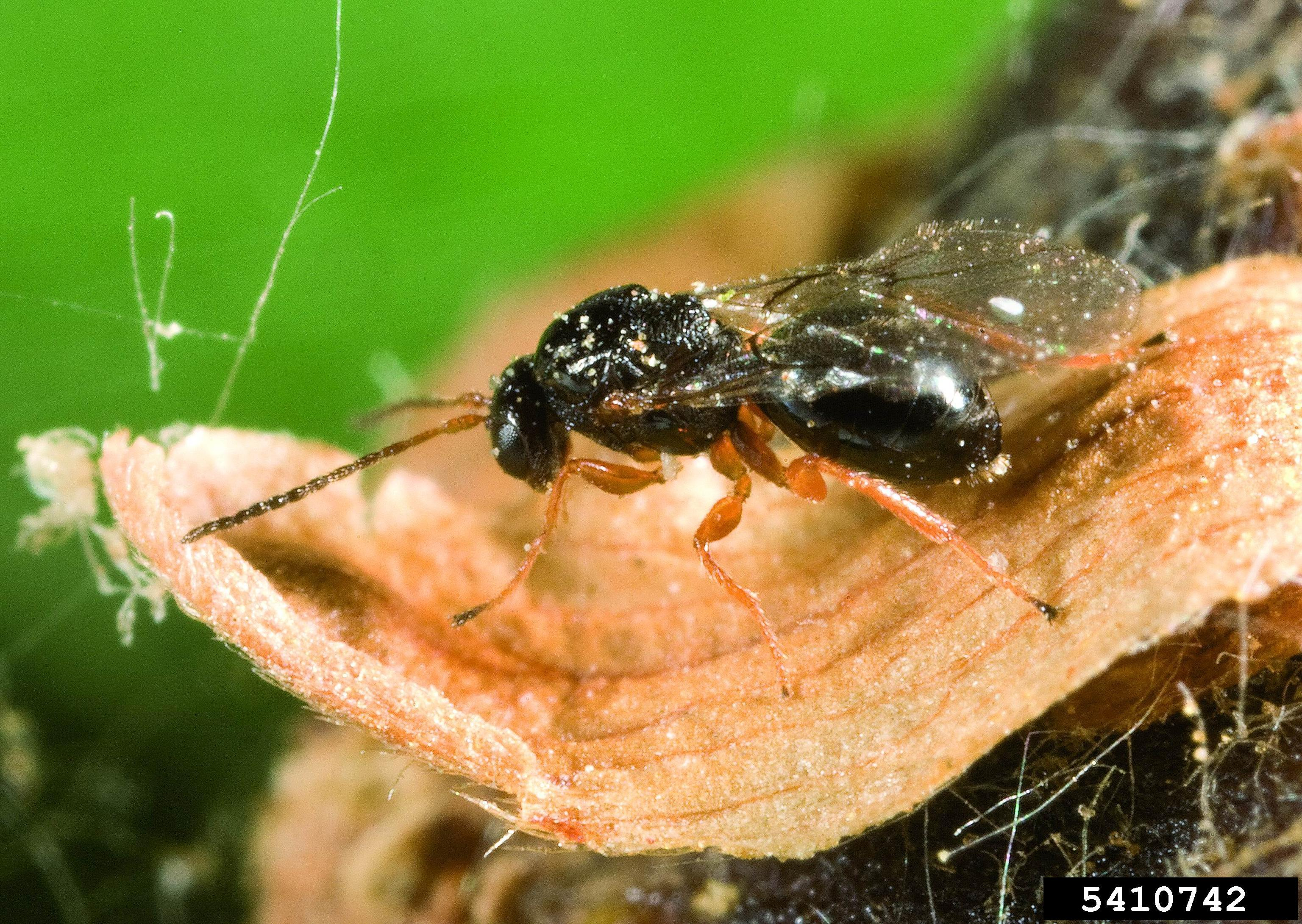
Dryocosmus kuriphilus

## Zástupci
- kaštanovník měkoučký (Castanea molissima)
- kaštanovník setý (Castanea sativa), syn. kaštanovník jedlý
- kaštanovník vroubkovaný (Castanea crenata)
- kaštanovník zubatý (Castanea dentata)[7][8]

## Význam

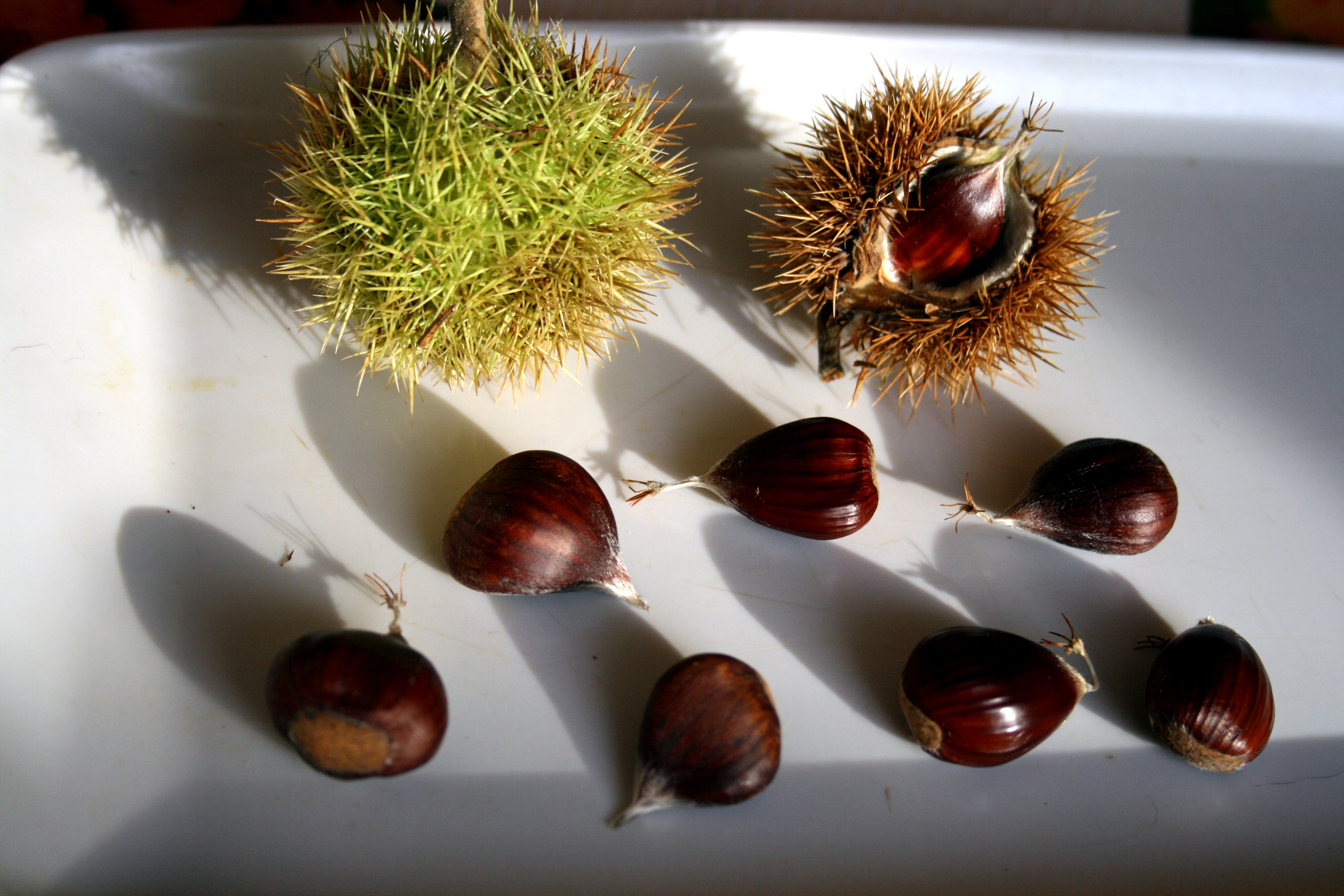
Plody kaštanovníku setého neboli jedlé kaštany

### Potrava
Kaštany se konzumují zejména pražené nebo vařené, mohou být mlety na mouku, přidávány do chleba či polévek, slouží jako náhrada kávy a zdroj jedlého oleje. V Evropě se jedí zejména plody kaštanovníku jedlého. Plody severoamerického druhu C. dentata jsou menší a sladší než plody kaštanovníku jedlého. V minulosti byly ve východních oblastech USA velmi oblíbenou cukrovinkou, po vymizení tohoto druhu vlivem houbové choroby v 1. polovině 20. století se v USA buď pěstuje čínský druh C. mollissima nebo se dovážejí kaštany z Itálie.
V Číně se pro plody pěstuje ve velkém zejména domácí druh C. mollissima, v menší míře i C. seguinii.

### Dřevo
Dřevo kaštanovníku setého je spíše lokálně používáno např. v tesařství, k výrobě kůlů na ohrady a oplocení a železničních pražců. Je středně tvrdé a těžké, světle hnědé, podobné dřevu dubu, ve vnějším prostředí poměrně odolné. Z kořenice se vyrábějí dekorativní dýhy.

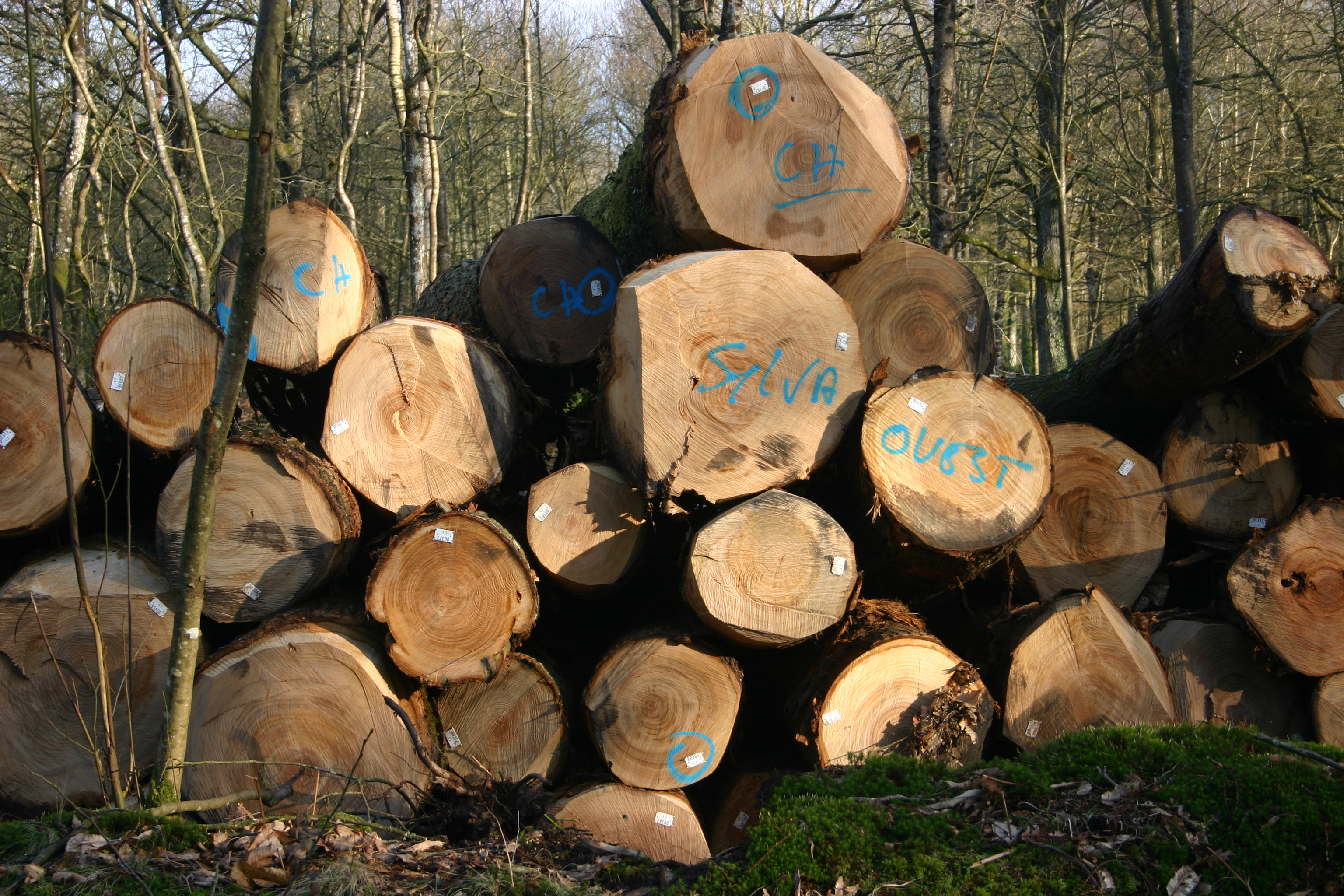
Kmeny kaštanovníku setého
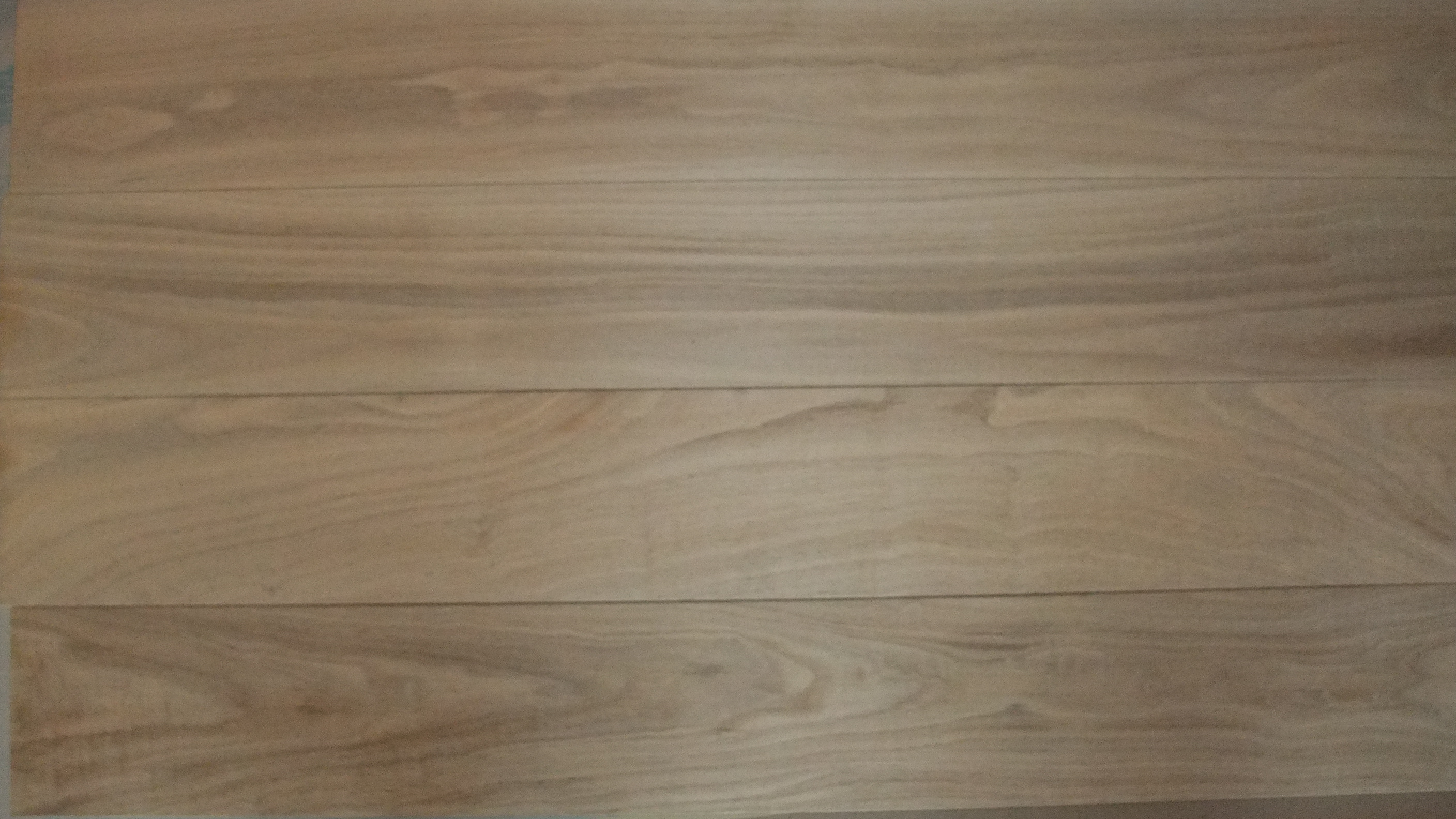
Dřevo kaštanovníku C. crenata

### Medicína
Listy C. dentata jsou v Americe oficiální léčivou drogou. Používají se na spáleniny a pocení nohou a vyrábí se z nich sirup proti kašli. Domorodí Indiáni používali v minulosti listy C. pumila při bolestech hlavy a zimnicích. Esence z květů kaštanovníků setého je součástí Bachovy květové terapie.

### Okrasné dřeviny
Kaštanovníky jsou v subtropech a teplých oblastech mírného pásu pěstovány jako okrasné dřeviny. s dekorativním olistěním. Mimo kaštanovníku setého se v různých kultivarech pěstuje i C. mollissima, C. crenata a C. pumila, případně jejich kříženci. Kultivar 'Eaton River' křížence C. mollissima x C. dentata, se vyznačuje atraktivními, rozměrnými listy.

### Třísloviny
Kůra kaštanovníku jedlého je zdrojem tříslovin, kterých obsahuje až 14 %. Dřevo severoamerického druhu C. dentata bylo v USA v minulosti hlavním zdrojem tříslovin a kůra sloužila k vydělávání kůží.

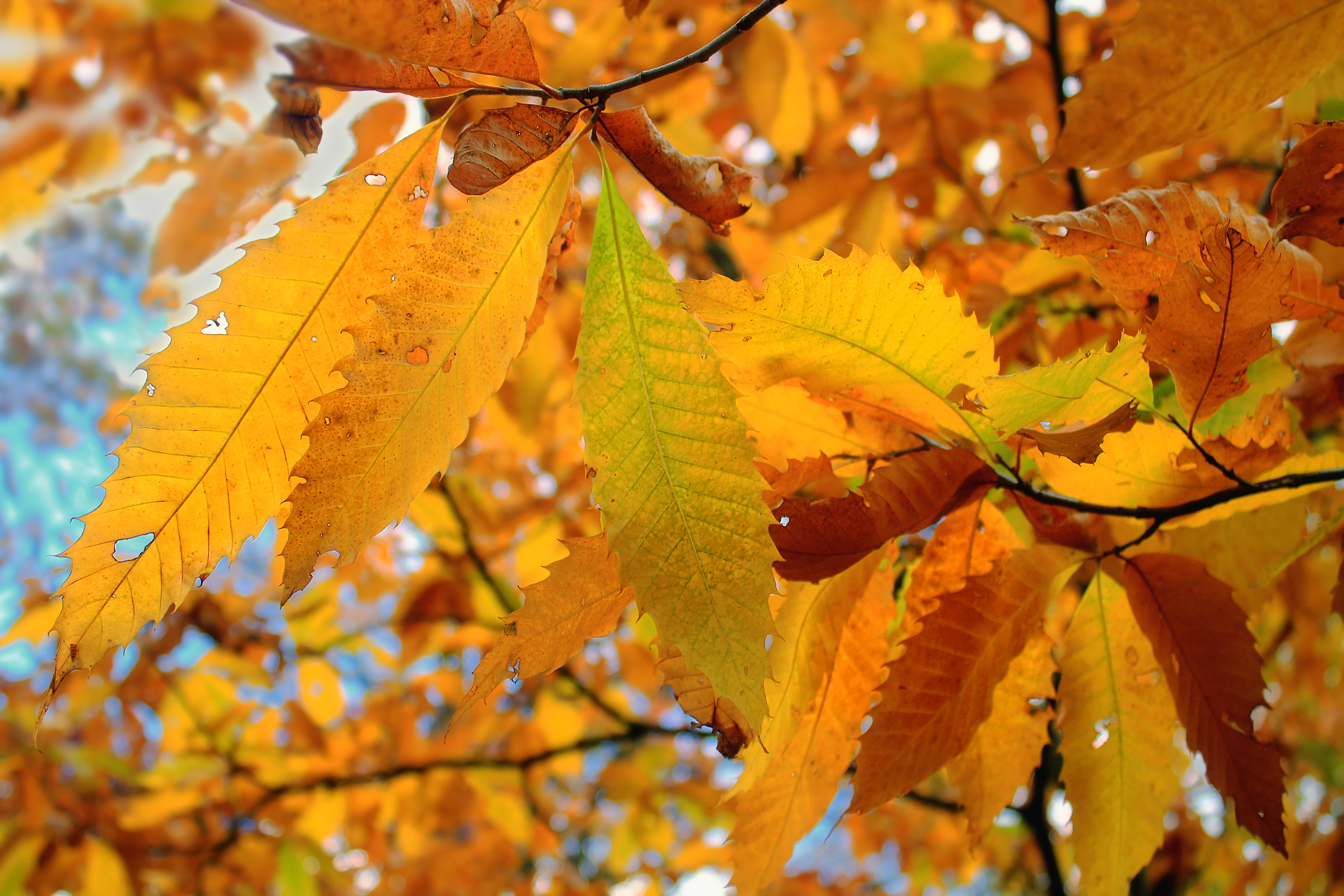
Podzimní zbarvení C. dentata
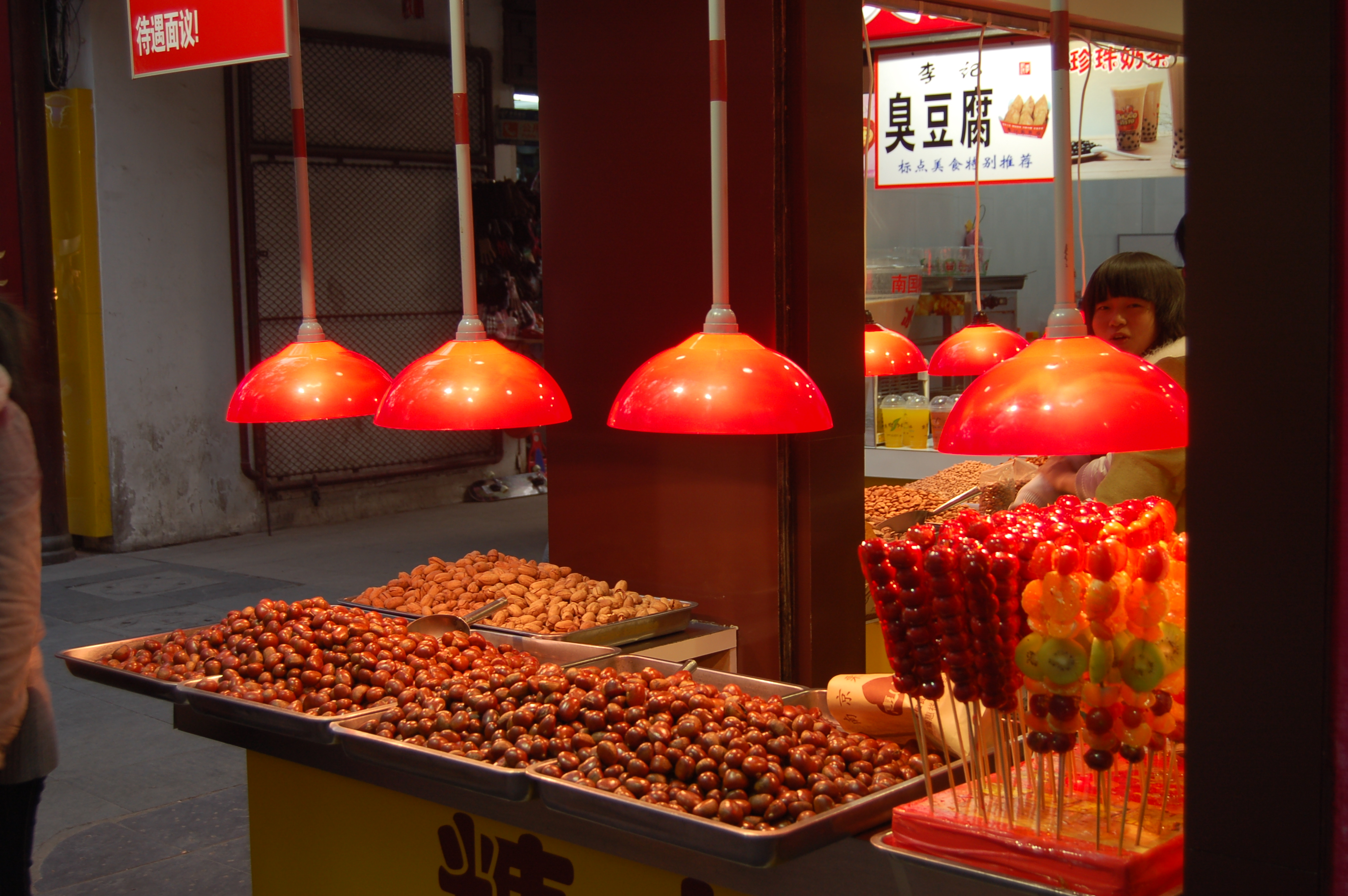
Kaštany C. mollissima na čínském trhu
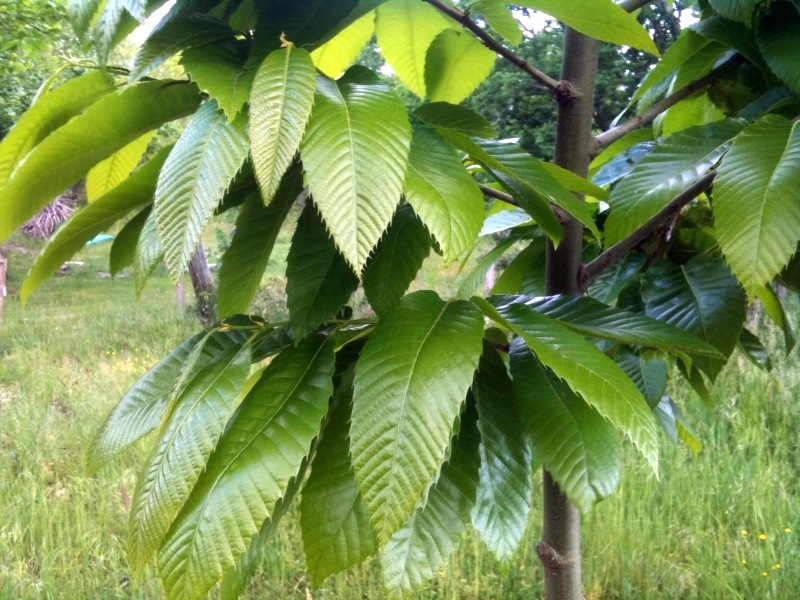
Bohatě plodící kultivar 'Bouche de Betizac'
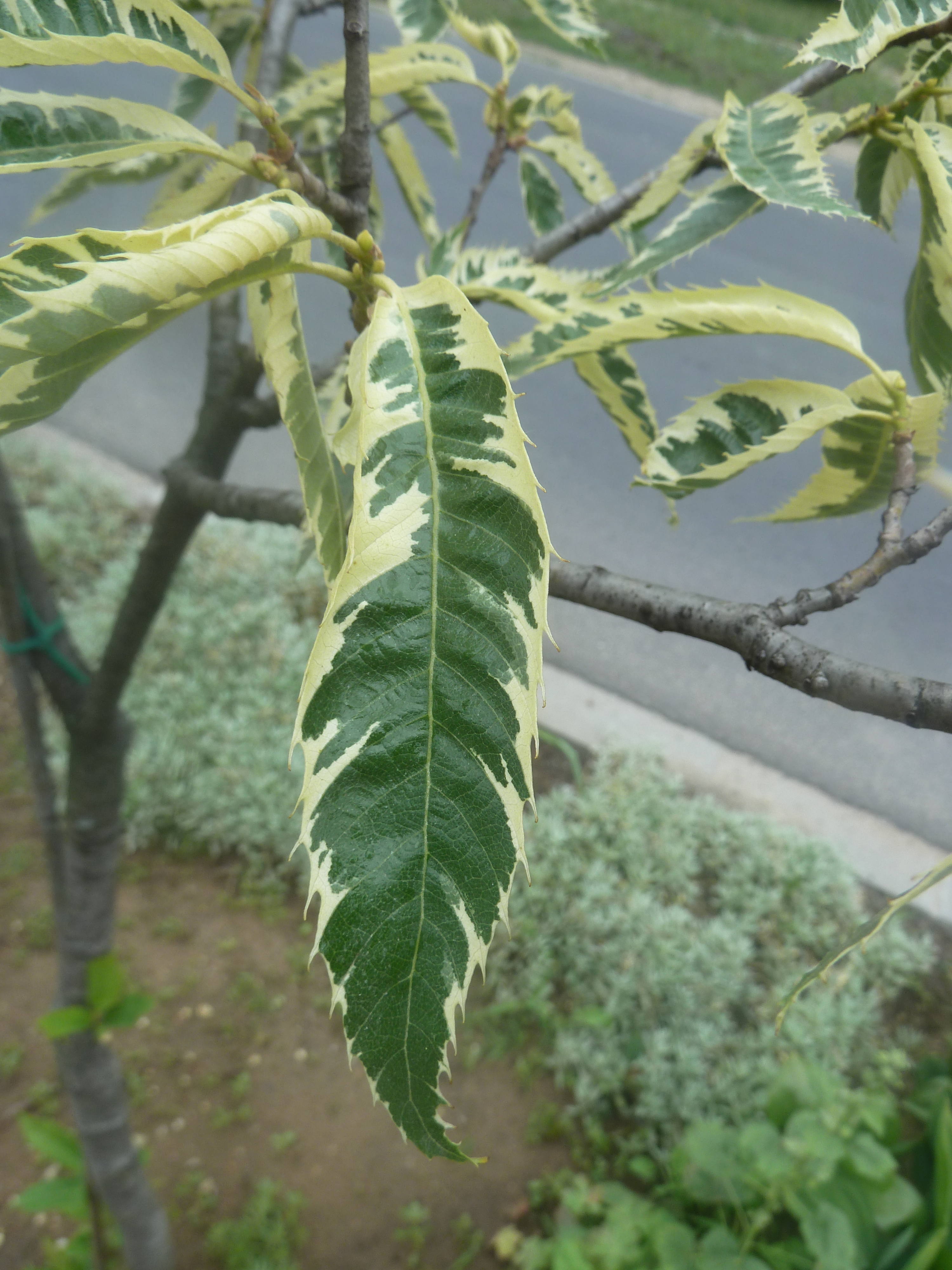
Castanea sativa 'Aureomarginata'

## Pěstování
Kaštanovníky obecně prospívají na výživných, dobře propustných půdách v teplých polohách, na výsluní nebo v polostínu. Botanické druhy se množí nejčastěji výsevem semen, kultivary lze množit roubováním v zimě nebo očkováním v létě.

## Přehled druhů a jejich rozšíření
- Castanea crenata - Japonsko a Korea
- Castanea dentata - východ Severní Ameriky
- Castanea henryi - Čína
- Castanea mollissima - Čína, Korea
- Castanea neglecta - východ USA
- Castanea ozarkensis - jihovýchod a jih USA
- Castanea pumila - východ a jih USA
- Castanea sativa - Středomoří, Kavkaz, druhotně na Britských ostrovech
- Castanea seguinii - Čína[3][1][2]